# Alice Mary Baldwin
Alice Mary Baldwin (Lewiston, Maine, 24 de enero de1879-1960) fue una historiadora y educadora estadounidense, decana de la universidad de la Mujer de Universidad Duke de 1923 hasta su jubilación en 1947.

## Biografía
Alice Mary Baldwin era la mayor de cinco  un ministro de la  iglesia congregacional se mudó con su familia a los nueve años a New Jersey donde  estudió en un colegio privado antes de entrar en Bates Universidad en 1896. Tras un año trabajó en Cornell Universidad donde fue nombrada Phi Beta Kappa la sociedad de honor y de donde se graduó con un Bachelor de artes en historia en 1900 y entonces fue a Europa para estudiar en el Sorbonne e investigar en Suecia. Su tesis había sido "Gustavus III de Suecia: Un Estudio en Enlightened Despotismo.
A su regreso de Europa en 1903 Alice Mary Baldwin ocupó una serie de puestos docentes que culminaron en un puesto como profesora de Historia, y más tarde jefa del Departamento de Historia en la Baldwin School en Bryn Mawr, Pensilvania.
Mientras estuvo en la Baldwin School, cursó estudios de posgrado en Historia en el Bryn Mawr College, la Universidad de Columbia y la Universidad de Pensilvania, así como estudios de Pedagogía en el Teachers College de la Universidad de Columbia. En 1921, Alice Mary Baldwin abandonó la Baldwin School para cursar estudios de doctorado en la Universidad de Chicago.En 1923, aceptó el puesto de decana interina de mujeres en el Trinity College de Durham, Carolina del Norte, que más tarde pasaría a formar parte de la Universidad de Duke. Al ver que en la década de 1920 había pocas oportunidades para que una mujer llegara a ser profesora titular en la Universidad de Chicago,  permaneció en el Trinity para ser Decana de Mujeres y Profesora Adjunta de Historia. Durante su estancia en el Trinity,  terminó su tesis doctoral (sobre el tema del clero de Nueva Inglaterra y la Revolución Americana) a tiempo para recibir su doctorado de la Universidad de Chicago en 1926.
Sus responsabilidades como decana y como profesora en activo, que ella consideraba necesarias para seguir siendo eficaz como administradora no le dejaron tiempo para la investigación, y no produjo más material histórico académico después de esta época. Sin embargo, mantuvo una participación activa en varias organizaciones educativas de mujeres y organizaciones históricas de Carolina del Norte. También fomentó la participación de las estudiantes en organizaciones femeninas estatales y nacionales, así como la creación de una serie de organizaciones dirigidas por estudiantes en el campus; bajo su dirección y ejemplo, las estudiantes crearon organizaciones como el Comité del Foro para invitar a oradores al Campus Este, DISTAFF, una revista mensual editada íntegramente por mujeres, las Nereidians, un club de natación sincronizada, y numerosas sociedades honorarias y de liderazgo como Ivy, Sandals y el Ducado Blanco, homóloga a la Orden de los Frailes Rojos.
Alice Mary Baldwin se jubiló de la Universidad de Duke en 1947 y siguió viviendo en Durham. Tras su muerte, se celebró un funeral en la capilla de la Universidad de Duke y sus cenizas fueron enterradas en la parcela familiar de Lenox, Massachusetts.

## Obra
Como historiadora, es más recordada por su tesis doctoral El Clero de Inglaterra Nuevo y la Revolución americana aunque tiene otros:
- Baldwin, Alice Mary (1928).The New England Clergy and the American Revolution

- Baldwin, Alice Mary (1936). Baldwin, Alice Mary (1936). The Clergy of Connecticut in Revolutionary Days. Tercentenary Pamphlet Series 56. Yale University Press.
- Baldwin, Alice Mary (n.d.Baldwin, Alice Mary (n.d.). The Development and Place of the Co-ordinate College. Women's College of Duke University.
- Baldwin, Alice Mary (1937). Baldwin, Alice Mary (1937). College Bound. Modern school series. International Textbook Company.
- Baldwin, Alice Mary. Baldwin, Alice Mary. The Woman's College As I Remember It. Duke University. Archivado desde el original el 28 de enero de 2011. Consultado el 3 de agosto de 2016.

## Premios y reconocimientos
Alice Mary Baldwin ha sido  un ejemplo claves en la vida intelectual de mujeres a principios del siglo XX .
Al jubilarse, ordenó que sus papeles y notas permanecieran sellados durante veinte años. Al ser desvelados, se reveló que Baldwin había luchado amargamente con su papel de educadora y sobre la educación de las mujeres en general. Había encontrado poca documentación de interés en sus investigaciones sobre la vida de las mujeres en la época colonial, y dejó inacabados muchos documentos y tratados en los que expresaba el desdén que descubrió por la educación de las mujeres en América.
Alice Mary Baldwin sigue siendo una figura muy querida en la Universidad de Duke y se le atribuye la promoción del prestigio del Woman's College de Duke y de la educación de las jóvenes. Uno de los edificios más destacados del campus este de Duke, el auditorio que lo corona lleva su nombre en reconocimiento a su dedicación a la institución.
En reconocimiento a las contribuciones de Baldwin a la Universidad, Duke ha creado la Colección Alice Mary Baldwin dentro de su biblioteca, donde todos los documentos de Alice Mary Baldwin están disponibles para su consulta e investigación.